# Broomhall

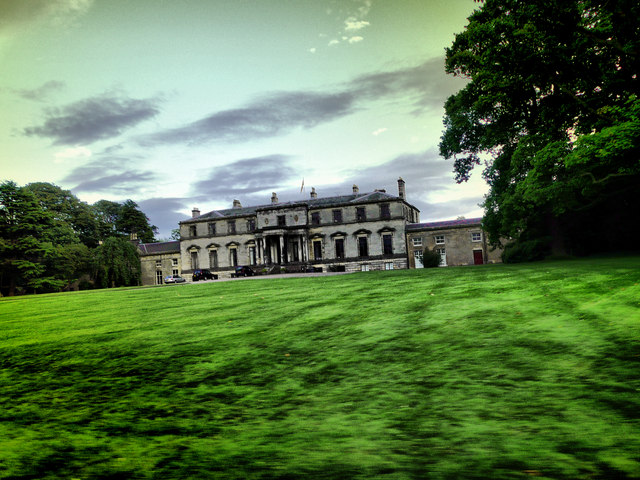
Broomhall, Nordfassade

Broomhall ist ein schottisches Herrenhaus, drei Meilen südwestlich von Dunfermline.
Das Haus ist der Sitz der Earls of Elgin und Kincardine. Die Familie geht zurück auf Robert the Bruce. Eines der bekanntesten Familienmitglieder war Thomas Bruce, 7. Earl of Elgin und 11. Earl of Kincardine. Er erlangte Berühmtheit durch die nach ihm benannten Elgin Marbles. Zwischen 1796 und 1799 ließ er Broomhall durch den Architekten Thomas Harrison im Geschmack der Zeit umgestalten und erweitern. Das heutige Gebäude datiert hauptsächlich aus dieser Zeit sowie aus Umbauten im frühen 19. Jahrhundert. Einzig die Nordfassade umfasst noch Gebäudeteile des Vorgängerbaus, eines Hauses aus den 1650er Jahren.
Nach dem Erwerb der Elgin Marbles bewahrte Thomas Bruce sie zunächst in Broomhall auf, bis sie 1816 durch das British Museum aufgekauft wurden. Eine kleine Sammlung an archäologischen Artefakten und Kunstgegenständen befindet sich aber immer noch in Broomhall.